# Michal Lovětínský
Michal Lovětínský (* 7. února 1978) je bývalý český fotbalový záložník, naposledy hrající za FC Vysočina Jihlava. V sezoně 2015/16 dělá Josefu Vrzáčkovi asistenta trenéra u juniorského týmu Vysočiny Jihlava.

## Úspěchy
- FC Vysočina Jihlava
  - záchrana v extralize dorostu (1995/96)
  - postup do Gambrinus ligy (2004/05)
  - postup s "B" týmem do MSFL (2004/05)
- SK Buwol Metal Luka nad Jihlavou
  - vítězství v župní přeboru